# 地域委員会 (EU)
地域委員会（ちいきいいんかい）は、マーストリヒト条約により設立された、344人の欧州連合域内の地方政府の代表で構成される諮問機関である。欧州連合の政策決定についての地方レベルの関与や、地域のアイデンティティ、特徴に由来する権利に対する尊重を保障する目的がある。
地域委員会の構成、組織、任務についてはローマ条約第263条から第265条に規定があり、アムステルダム条約においては5つの分野の政策について地域委員会の諮問を要することとなった。さらにアムステルダム条約では地域委員会の委員と欧州議会の議員の兼職を禁止することを定めた。

## 任務
地域委員会は諮問機関としての役割を有するのみであり、しかもその決議には拘束力がない。しかし地域レベルにかかわる政策案件については、地域委員会で諮られなければならない。したがって地域委員会の機能とは、市町村などの基礎自治体や州・県などの広域自治体の意見を欧州連合のレベルに引き上げ、欧州委員会の新たなEU法案に取り入れさせるものである。地域委員会は年5回の会合を開き、そこで一般的な政策を定め、委員会としての見解を採択する。委員会の会合では、委員は以下の6つの専門委員会に分かれて地域委員会としての見解を協議する。
- 地域結束政策委員会
- 経済・社会政策委員会
- 環境・持続的発展委員会
- 文化・教育委員会
- 憲法問題委員会
- 対外関係委員会

## 委員
地域委員会は350名の委員で構成されており、委員の出身国別の人数は加盟国の人口規模にしたがって次のように配分されている。
- ドイツ  フランス  イギリス  イタリア - 各24人
- スペイン  ポーランド - 各21人
- ルーマニア - 15人
- オーストリア  ブルガリア  ベルギー  ギリシャ  ハンガリー  オランダ  ポルトガル  スウェーデン - 各12人
- デンマーク  フィンランド  クロアチア  アイルランド  リトアニア  スロバキア - 各9人
- ラトビア  スロベニア - 各7人
- エストニア - 6人
- キプロス  ルクセンブルク  マルタ - 各5人

地域委員会では、州議会の議員や、大都市の市長、ドイツの州首相といった、地方の政治家が委員となっている。また2015年からはマルック・マルックラが地域委員会の委員長を務めている。
地域委員会の委員となる人物は 欧州連合加盟国政府の指名を受けるが、通常この指名を受ける対象者は政府または外相や内相などの閣僚や政府首脳が決めるものである。ただし、指名候補者リストの作成にあたってベルギーやドイツ、オーストリアといった連邦制の国においては、通常地方政府の関係者が委員の決定に関与することが法律により定められている。指名の対象となる基準は地域的、あるいは政治的背景が考慮され、例えば異なる地方の出身であることや所属する政党などが含まれる。オランダ、アイルランド、イタリアでは明確な規定は存在しないが、この基準は各国で重視されている。フィンランドとオランダではさらに性別についても考慮される。
ドイツでは連邦政府が州議会に対して、委員候補者に関する提案を送ることになっている。全16州にはまず1議席ずつが、次に5議席を人口に関する基準にしたがって持ちまわりで配分される。残りの3議席については地方政府において自由に決めることができる。オーストリアでは全9州に意義席ずつが配分され、残り3議席が地方政府に任される。ベルギーでは全12議席が地方政府によって配分される。6議席がフランデレン地域で、4議席がワロン地域で、残り2議席が首都ブリュッセルでそれぞれ配分され、ベルギーのドイツ語共同体とフランス語共同体、フラマン語共同体でそれぞれ委員が定められる。中央集権的な国では広域自治体の意思はあまり反映されず、基礎自治体に議席が配分される傾向がある。
委員候補者は欧州連合理事会の決議を経て正式に任命される。従来は全会一致であった決議の採択手続きはニース条約以降、特定多数決方式が用いられる。任期は4年で再選が可能である。任期中は（規定上は）一切の利害に左右されず、政治的には中立を保持することとされている。
ニース条約で修正されたローマ条約ではさらに委員について、地方政府において市民から選出された職にあること、あるいは選挙された議会に対して政治上の責任を負っていることが求められている。